# Liste der Baudenkmale in Nortmoor
Die Liste der Baudenkmale in Nortmoor enthält die nach dem Niedersächsischen Denkmalschutzgesetz geschützten Baudenkmale in der ostfriesischen Gemeinde Nortmoor.
Grundlage ist die veröffentlichte Denkmalliste des Landkreises (Stand: 25. Juli 2016).
Baudenkmale sind „im Sinne des Gesetzes Bodendenkmale, bewegliche Denkmale und Denkmale der Erdgeschichte.“

## Nortmoor
| Bild           | Bezeichnung              | Lage                                                          | Beschreibung | Bauzeit               | Eingetragen seit | Denkmal- nummer  |
| -------------- | ------------------------ | ------------------------------------------------------------- | --- | --------------------- | ---------------- | ---------------- |
| BW             | Gulfhaus (Gulfhaus)      | Nortmoor Am Deich 2 Flurstück: 030833-025-00001/005 Karte     | Gulfhaus (Gulfhaus) eingeschossiger Wohnteil mit Giebelkamin, stallseitig zweimal einspringend. Schiebefenster in Holzblockenrahmen. 1865. Einzeldenkmal gemäß § 3.2 NDSchG | 1865                  |                  | 45701600004      |
| BW             | Gulfhaus (Gulfhaus)      | Nortmoor Dorfstraße 15 Flurstück: 030833-021-00248/001 Karte  | Gulfhaus (Gulfhaus) mit: Nebengebäude; kleines Gulfhaus mit zusätzlicher Querdiele. eingeschossiger Wohnteil mit Giebelkamin. Wirtschaftsteil mit Krüppelwalm zum Teil reetgedeckt. Erbaut um 1900. Kleines Nebengebäude. Bedeutung: historisch, wissenschaftlich; wesentliche Begründung: 1.06 geschichtliche Bedeutung aufgrund des Zeugnis- und Schauwertes durch beispielhafte Ausprägung eines Stils und / oder Gebäudetypus; Einzeldenkmal gemäß § 3.2 NDSchG                                                                      | um 1900               |                  | 457016.00005M001 |
| BW             | Gulfhaus (Gulfhaus)      | Nortmoor Dorfstraße 34 Flurstück: 030833-021-00141/001 Karte  | Gulfhaus (Gulfhaus) eingeschossiger Wohnteil mit Giebelkamin, stallseitig zweimal einspringend. Gliederung durch Gesimse und Fensterverdachungen. Ende 19. Jahrhundert; Einzeldenkmal gemäß § 3.2 NDSchG | Ende 19. Jahrhundert  |                  | 45701600007      |
| BW             | Herrenhaus (Uppingaburg) | Nortmoor Dorfstraße 49 Flurstück: 030833-021-00202/000 Karte  | Herrenhaus (Uppingaburg) mit: Scheune, Baumbestand, Gräfte; hoher zweigeschossiger Ziegelbau mit Lisenen- und Gesimsgliederung und großen gesprossten Schiebefenstern. Aufwendig gerahmte mittige Eingangstür. Erbaut 1770/1780; Bedeutung: historisch, künstlerisch, wissenschaftlich, städtebaulich; wesentliche Begründung: 1.05 geschichtliche Bedeutung aufgrund des Zeugnis- und Schauwertes für Bau- und Kunstgeschichte; konstituierender Bestandteil einer Gruppe gemäß § 3.3 NDSchG; in Gruppe baulicher Anlagen: 457016Gr0002 | 1770/1780             |                  | 457016.00008M001 |
| BW             | Scheune (Uppingaburg)    | Nortmoor Dorfstraße 49 Flurstück: 030833-021-00202/000 Karte  | Scheune (Uppingaburg) mit: Herrenhaus, Baumbestand, Gräfte; Gulfscheune mit Karnhaus. Im Karnhaus Göpelrad erhalten, sowie Schornstein für den im anschließenden Raum liegenden Backofen. Gebinde in Hochrähmkonstruktion mit Ankerbalken. Erbaut 18. Jahrhundert; Bedeutung: historisch, wissenschaftlich, städtebaulich wesentliche Begründung: 3.1; konstituierender Bestandteil einer Gruppe gemäß § 3.3 NDSchG; in Gruppe baulicher Anlagen: 457016Gr0002                                                                           | 18. Jahrhundert       |                  | 457016.00009M001 |
| weitere Bilder | Kirche, ev.              | Nortmoor Dorfstraße 56 Flurstück: 030833-021-00190/002 Karte  | Kirche, ev. mit: Friedhof; einschiffige Saalkirche in Ziegelbauweise. Wandgliederung durch Lisenen am Giebel, Traufgesimse und Rundbogenfenster. Traufsteine datiert 1751. Bedeutung: historisch, wissenschaftlich, städtebaulich; wesentliche Begründung: 1.04 geschichtliche Bedeutung aufgrund des Zeugnis- und Schauwertes für Kultur- und Geistesgeschichte; konstituierender Bestandteil einer Gruppe gemäß § 3.3 NDSchG; in Gruppe baulicher Anlagen: 457016Gr0001                                                                | 1751                  |                  | 457016.00002M001 |
| BW             | Glockenturm              | Nortmoor Dorfstraße 56 Flurstück: 030833-021-00190/002 Karte  | Glockenturm Glockenturm des Parallelmauerwerktyps, erbaut Ende 13. Jahrhundert Bedeutung: historisch, wissenschaftlich, städtebaulich; wesentliche Begründung: 1.01 geschichtliche Bedeutung im Rahmen von Ortsgeschichte Gruppe gemäß § 3.3; in Gruppe baulicher Anlagen: 457016Gr0001 | Ende 13. Jahrhundert  |                  | 45701600003      |
| BW             | Gulfhaus (Gulfhaus)      | Nortmoor Dorfstraße 72 Flurstück: 030833-018-00139/002 Karte  | Gulfhaus (Gulfhaus) eingeschossiger Ziegelbau unter Krüppelwalm. Gliederung zum Teil durch Rundbogenfenster und Fensterverdachungen. Datiert 1875. Einzeldenkmal gemäß § 3.2 NDSchG | 1875                  |                  | 45701600010      |
| BW             | Gulfhaus (Gulfhaus)      | Nortmoor Düsterweg 63 Flurstück: 030833-021-00142/004 Karte   | Gulfhaus (Gulfhaus) Weitgehend unverändertes kleines Gulfhaus aus der Mitte 19. Jahrhundert; Ankerbalkenkonstruktion aus ungesägten Hölzern mit Dielenüberstand Einzeldenkmal gemäß § 3.2 NDSchG | Mitte 19. Jahrhundert | 17. Oktober 1990 | 45701600014      |
| BW             | Wohn-/Wirtschaftsgebäude | Nortmoor Heidestraße 32 Flurstück: 030833-018-00079/000 Karte | Wohn-/Wirtschaftsgebäude Kleiner gulfhausartiger Ziegelbau. Wohnteil mit beidseitiger Kübbung und Giebelkamin. Traufseitig eingezogener Eingang. Ende 19. Jahrhundert; Einzeldenkmal gemäß § 3.2 NDSchG | Ende 19. Jahrhundert  |                  | 45701600012      |
| BW             | Gulfhaus (Gulfhaus)      | Nortmoor Kampstraße 30 Flurstück: 030833-012-00005/000 Karte  | Gulfhaus (Gulfhaus) Kleines Gulfhaus aus der Mitte des 19. Jahrhunderts, mit originalem Hochrähm-Innengefüge und ursprünglicher Raumgliederung. Einzeldenkmal gemäß § 3.2 NDSchG | Mitte 19. Jahrhundert | 13. April 1994   | 45701600013      |